# Осьмялово
Осьмялово (пол. Ośmiałowo, нім. Achterfließ) — село в Польщі, у гміні Ліпно Ліпновського повіту Куявсько-Поморського воєводства.
Населення — 242 особи (2011).
У 1975-1998 роках село належало до Влоцлавського воєводства.

## Демографія
Демографічна структура станом на 31 березня 2011 року:
|          | Загалом | Допрацездатний вік | Працездатний вік | Постпрацездатний вік |
| -------- | ------- | ------------------ | ---------------- | -------------------- |
| Чоловіки | 123     | 27                 | 82               | 14                   |
| Жінки    | 119     | 26                 | 72               | 21                   |
| Разом    | 242     | 53                 | 154              | 35                   |